# Heerenpolder
De Heerenpolder is een polder ten westen van Breskens, behorende tot de Baarzandepolders.
De polder werd, na de inundatie van 1583, herdijkt in 1610. Aan de zuidrand van de polder ligt de buurtschap Boerenhol. De polder wordt begrensd door de Havendijk, de Hogedijk, de Herenweg en de Bramendijk.